# Gampong Lhok
Gampong Lhok is een bestuurslaag in het regentschap Nagan Raya van de provincie Atjeh, Indonesië. Gampong Lhok telt 359 inwoners (volkstelling 2010).